# Bruno Adamčik
Bruno Adamčik (Konjic, 30. prosinca 1908. – svibanj 1945.) bio je hrvatski katolički svećenik iz reda franjevaca, glazbenik, glazbeni pedagog, pijanist i skladatelj.

## Životopis
Rođen je 30. prosinca 1908. u Konjicu te je kršten imenom Silvester Anton. Osnovnu školu završio je u Konjicu te srednju školu od 1921. do 1929. na Širokom Brijegu. U franjevački red ušao je 1926. godine. Filozofiju i teologiju studirao je u Mostaru i u Breslavi. Nakon toga je završio glazbenu akademiju u Bratislavi (1935.–1939.).
Za svećenika je zaređen 11. prosinca 1932. u Mostaru. od 1941. do 1945. bio je profesor na Franjevačkoj klasičnoj gimnaziji na Širokom Brijegu. Partizani su ga ubili iza 10. svibnja 1945. u na Križnom putu. Posljednji je put viđen u okolici Celja.

## Poveznice
- Pokolj fratara u Hercegovini

### Članci
- Bruno Adamčik. Vicepostulatura postupka mučeništva »Fra Leo Petrović i 65 subraće«. Pristupljeno 22. svibnja 2025.